# Бартлетт, Эйбрахам Ди
Э́йбрахам Ди Ба́ртлетт (англ. Abraham Dee Bartlett; 27 октября 1812, Лондон, Великобритания — 7 мая 1897, там же) — британский зоолог, таксидермист, директор Лондонского зоопарка (1859—1897). Отец орнитолога Эдуарда Бартлетта.
Владел лавкой «естественноисторических экспонатов» (главным образом чучел животных) неподалёку от Британского музея. В период работы директором Лондонского зоопарка опубликовал многочисленные научные статьи, основанные на наблюдениях над зоопарковыми животными (собраны и посмертно опубликованы в двух сборниках: «Дикие животные в неволе» — англ. Wild Animals in Captivity, 1898 и «Жизнь среди диких зверей в „Зоо“» — англ. Life among Wild Beasts in ‘the Zoo’, 1900).
В 1852 году описал и классифицировал северного бурого киви (Apteryx mantelli) — один из видов птиц, относящихся к единственному роду (Apteryx) и семейству (Apterygidae) в отряде кивиобразных (Apterygiformes).